# برنامج الهجرة

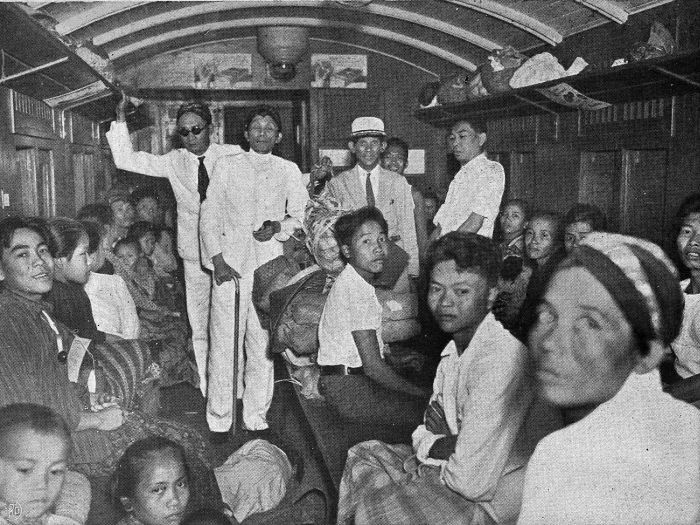

برنامج الهجرة، هو مبادرة من حكومة الهند الشرقية الهولندية، أكملته لاحقًا الحكومة الإندونيسية عبر نقل الأشخاص المُعدمين من المناطق ذات الكثافة السكانية العالية في إندونيسيا إلى المناطق الأقل كثافة سكانية في البلاد، وقد شمل ذلك نقل الأشخاص بشكل دائم من جزيرة جاوة بنطاق أضيق من بالي ومادورا؛ إلى مناطق أقل كثافة سكانية بما في ذلك كليمنتان وسومطرة وسولاوسي وغرب غينيا الجديدة (التي أنهاها الرئيس جوكو ويدودو في عام 2015).
كان الغرض المُعلن لهذا البرنامج هو التخفيف من الفقر المُدقع والاكتظاظ السكاني في جاوة وتوفير فرص العمل للفقراء الكادحين، وتأمين قوة عمل للاستفادة بشكل أفضل من الموارد الطبيعية للجُزر الخارجية، وكان البرنامج مع ذلك مُثيرًا للجدل بسبب المخاوف المُتشكلة من السكان الأصليين «الجاوية» و»الأسلمة« والتي أدت إلى تعزيز الحركات الانفصالية والعنف الطائفي، وقد كان المادوريون والجاويون هم الوافدون الجدد.

## لمحة تاريخية

### تحت حكم الهولنديين
شرعت سياسة حكومة الهند الشرقية الهولندية لأول مرة في أوائل القرن التاسع عشر البرنامج من أجل الحد من الازدحام، وتوفير قوة عمل للمزارع في سومطرة. تضاءل البرنامج خلال السنوات الأخيرة من العصر الهولندي (1940)، ولكن تم إحياءه بعد الاستقلال الإندونيسي؛ في محاولة للتخفيف من نقص الغذاء وضعف الأداء الاقتصادي خلال فترة رئاسة سوكارنو التي امتدت للعقدين اللاحقين للحرب العالمية الثانية.
جُلب في عام الذروة (1929) أكثر من 260000 عامل مُتعاقد معهم إلى الساحل الشرقي لسومطرة، وكان 235000 منهم من جافا. وقع العمال العقد كحمالين يمكن معاقبتهم بالأشغال الشاقة في حال طلبوا إنهاء العقد في الشركة» الهجر«، إذ كان معدل وفيات الحمالين مرتفع جدًا والاستغلال شائعًا.

### بعد الاستقلال
استمر البرنامج في عهد الرئيس سوكارنو بعد الاستقلال في عام 1494، ووُسع من أجل ترحيل المهاجرين إلى مناطق أكثر من الأرخبيل مثل بابوا، إذ انتقلت في ذروة البرنامج من عام 1979 وحتى 1984 نحو 535000 أسرة (نحو 2.5 مليون شخص) باسم برنامج الهجرة.
أثر البرنامج على التركيبة السكانية لبعض المناطق؛ إذ كان في عام 1981 على سبيل المثال، 60% من ساكني مقاطعة لامبونغ في سومطرة الجنوبية والبالغ عددهم 3 ملايين نسمة من المهاجرين. موّل كل من البنك الدولي، وبنك التنمية الآسيوي، والعديد من حكومات العالم الغربي التي تقدر سياسة سوهارتو المعادية للشيوعية؛ البرنامج خلال فترة الثمانينيات، وخُفضت بالرغم من ذلك كل من الميزانية وخطط الهجرة بشكل كبير بسبب أزمة الطاقة (1979) وزيادة تكاليف النقل.
خفضت الحكومة الإندونيسية نطاق الهجرة مرة أخرى بسبب نقص الأموال بعد الأزمة المالية الآسيوية (1997)، وسقوط نظام سوهارتو في عام 2000.
تحتفظ الحكومة الإندونيسية ببرنامج الترحيل تحت إدارة القوى العاملة والهجرة المُعاد تشكيلها، وإن كان على نطاق أصغر بكثير مما كان عليه في العقود السابقة، إذ تساعد الإدارة في نقل نحو 15000 أسرة سنويًا؛ أي ما يقارب 60000 شخص.
ظهر في السنوات الأخيرة زيادات تدريجية في معدل المهاجرين، الأمر الذي ترافق مع زيادة تمويل أنشطة النقل التي وصلت إلى 279 مليون دولار (2.3 تريليون روبية إندونيسية)، وتحقيق الهدف المتمثل بنقل 20500 أسرة في عام 2006، وقد ألغى الرئيس الجديد جوكو ويدودو البرنامج مؤخرًا في عام 2015.

## الأهداف
كان الغرض المُعلن للبرنامج -وفقًا لمؤيدي الحكومة الإندونيسية ومجتمع اقتصاد التنمية- هو نقل ملايين الإندونيسيين من الجزر الداخلية ذات الكثافة السكانية العالية مثال جاوة وبالي ومادورا إلى الجزر الخارجية ذات الكثافة السكانية الأقل؛ وذلك من أجل تحقيق كثافة سكانية أكثر توازنًا، الأمر الذي من شأنه أن يخفف الفقر عن طريق توفير أراض وفرص جديدة تزيد دخل المستوطنين الفقراء المُعدمين، وسيفيد الأمة ككل من خلال زيادة استخدام الموارد الطبيعية للجزر ذات الكثافة السكانية المنخفضة.
يُعتبر التشجيع على توحيد البلد من خلال إنشاء هوية قومية إندونيسية واحدة لتعزيز أو استبدال الهويات الإقليمية ؛وهو الهدف من البرنامج، إذ يتمثل الموقف الرسمي للحكومة الإندونيسية في أنه لا يوجد فصل بين «السكان الأصليين» والمستوطنين في إندونيسيا، لأن إندونيسيا هي بلد «من السكان الأصليين؛ يديرها ويحكمها السكان الأصليون من أجل السكان الأصليين»؛ فهي تجادل بدلًا من ذلك حول استغلال «الفئات السكانية المستضعفة» التي تشمل الجماعات القبلية وفقراء المناطق الحضرية.

## الآثار

### الاقتصادية
فشل البرنامج في العديد من الأمثلة في تحقيق هدفه لتحسين وضع المهاجرين، إذ كانت التربة والمناخ في الأراضي الجديدة غير منتجة بشكل عام؛ مثل التربة البركانية الموجودة في جزر جاوة وبالي، وكان المستوطنون الجدد من الأشخاص المُعدمين الذي يفتقرون إلى المهارات الزراعية؛ خاصة المهارات التي تحتاجها الأرض الجديدة، الأمر الذي هدد فرصهم في النجاح.

### البيئية
أُلقي اللوم على عملية الهجرة عبر الحدود كمسبب في تسريع عملية إزالة الأحراج في مناطق الغابات المطرية الحساسة؛ إذ شهدت المناطق ذات الكثافة السكانية المنخفضة زيادات كبيرة في عدد السكان، وغالبًا ما نُقل المهاجرين إلى «قرى الهجرة» الجديدة تمامًا، والتي شُيدت في مناطق لم تتأثر بالنشاطات البشرية نسبيًا. رُعيت الأراضي الزراعية بشكل جائر بسبب الاستقرار فيها واستخدام مواردها الطبيعية؛ الأمر الذي أدى في النهاية إلى إزالة هذه الغابات.

### اجتماعية وسياسية
أدى البرنامج إلى اشتباكات طائفية بين الجماعات العرقية التي تواصلت أثناء الهجرة، إذ اشتبك على سبيل المثال في عام 1999 الداياك والملايو المحليون مع المادوريين المهاجرين أثناء أعمال الشغب التي حدثت في سامباس، وقد اشتبك الداياك المحليون مع المادوريين مرة أخرى في عام 2001 أثناء نزاع سامبيت الذي أسفر عن مقتل وتشرد الآلاف من المادوريين.
تُعتبر الهجرة في مقاطعتي بابوا وبابوا الغربية -غالبية السكان مسيحيين- مثيرة للجدل، إذ يتهم البابويين الحكومة بالأسلمة، أو الأسلمة عبر الهجرة.

## الأرقام
أدت الهجرة من جاوة ومادورا إلى وجود أعداد كبيرة من السكان في الأماكن الأخرى، وخاصة في سومطرة وبورنيو وبابوا، إذ يعيش وفقًا لأرقام التعداد السكاني ومعدلات الانتشار العرقية (2010)؛ نحو 4.3 مليون مهاجر مع أحفادهم في شمال سومطرة، و200 ألف في غرب سومطرة، و1.4 مليون في رياو، وما يقارب المليون في جامبي، و2.2 مليون في جنوب سومطرة، و0.4 مليون في بنغكولو، و5.7 مليون في لامبونغ، و100 ألف في بانغكا-بليتونغ، و400 تقريبًا في جزر رياو، وكان المجموع نحو 15.5 مليون في سومطرة وحدها.
يوجد في كليمنتان نحو 700 ألف مهاجر وأحفادهم في كليمنتان الغربية، و400 ألف مهاجر في كليمنتان الوسطى، و500 ألف في كليمنتان الجنوبية، وأكثر من مليون في كليمنتان الشرقية، أي نحو 2.6 مليون مهاجر في المنطقة بأكملها.
يُعتقد على الرغم من أن الأرقام سر من أسرار الدولة؛ أن أكثر من مليون مهاجر يقيمون في بابوا وبابوا الغربية، إذ يبلغ إجمالي عدد الجاويين وغيرهم من المهاجرين في إندونيسيا نحو 20 مليون شخص في جميع أنحاء البلاد.
لا يُعتبر المهاجرون من أصل جاوي أو إسلامي، على سبيل المثال في عام 1994، عندما كانت تيمور الشرقية لا تزال جزءًا من إندونيسيا؛ كانت أكبر مجموعة من المهاجرين هي الباليه الهندوسية (1634 شخصًا) تليها الجاوية الكاثوليكية (1212 شخصًا).